# Phyllida Law
Pour les articles homonymes, voir Law.
Phyllida Law, née le 8 mai 1932 à Glasgow, est une actrice écossaise. Elle était mariée à Eric Thompson (mort en 1982) avec qui elle a eu deux filles, les actrices Sophie et Emma Thompson. Elle a tourné dans plusieurs films avec sa fille Emma.

## Filmographie

### Cinéma
- 1968 : Otley de Dick Clement : Jean
- 1973 : Les Dix Derniers Jours d'Hitler de Ennio De Concini : Fräulein Manzialy
- 1989 : Tree of Hands de Giles Foster : Julia
- 1992 : Peter's Friends de Kenneth Branagh : Vera
- 1993 : Beaucoup de bruit pour rien de Kenneth Branagh : Ursula
- 1994 : Before the Rain de Milcho Manchevski : la mère d'Anne
- 1994 : Junior de Ivan Reitman : Dr Talbot
- 1996 : Emma, l'entremetteuse de Douglas McGrath : Mrs Bates
- 1997 : Anna Karénine de Bernard Rose : Vronskaya
- 1997 : L'Invitée de l'hiver de Alan Rickman : Elspeth
- 1998 : I Want You de Michael Winterbottom: Femme chez le coiffeur #1
- 1999 : Milk de William Brookfield : Veronica
- 1999 : L'Amante perduto de Roberto Faenza: la grand-mère
- 1999 : Mad Cows de Sara Sugarman : Lady Drake (la mère d'Alex)
- 2000 : Saving Grace de Nigel Cole : Margaret Sutton
- 2002 : La Machine à explorer le temps de Simon Wells : Mrs Watchett
- 2002 : Two Men Went to War de John Henderson : Faith
- 2003 : I'll Be There de Craig Ferguson : Mrs Williams
- 2004 : Tooth de Edouard Nammour : Mrs Claus
- 2004 : Blinded de Eleanor Yule : Bella Black
- 2005 : Danny the Dog de Louis Leterrier : une femme distinguée
- 2005 : Mee-Shee: The Water Giant de John Henderson (réalisateur)John Henderson : Mrs Coogan
- 2005 : Crime City de Baltasar Kormákur : "Head Mistress"
- 2005 : Nanny McPhee de Kirk Jones : Vicomtesse Cumbermere
- 2006 : Mia Sarah de Gustavo Ron : Sarah
- 2006 : Day of Wrath de Adrian Rudomin : Esperanza de Mendoza
- 2006 : Miss Potter de Chris Noonan : Mrs. Warne
- 2006 : Copying Beethoven de Agnieszka Holland : Mère Canisius
- 2010 : Ways to Live Forever de Gustavo Ron : la grand-mère (adaptation du roman Quand vous lirez ce livre de Sally Nicholls)
- 2010 : Love at First Sight de Michael Davies : Ruth
- 2014 : Les Jardins du roi de Alan Rickman

### Télévision
- 1961 : ITV Play of the Week (série télévisée) : Lizzie Oman (2 épisodes)
- 1970 : Sentimental Education (téléfilm) : Mademoiselle Vatnaz
- 1972 : The Unpleasantness at the Bellona Club (téléfilm) : Marjorie Phelps
- 1973 : A Picture of Katherine Mansfield (série télévisée) : Mrs Beauchamp (3 épisodes)
- 1974 :  Maîtres et Valets (série télévisée) : Lady Constance Weir' (1 épisode)
- 1978 : Come Back, Lucy (série télévisée) : Tante Gwen (2 épisodes)
- 1980 : A Question of Guilt (série télévisée) : Mrs Blandy (1 épisode)
- 1982 : Fame Is the Spur (mini-série) : Tante Lizzie
- 1982 : The Barchester Chronicles (mini-série) : Mrs Stanhope (1 épisode)
- 1984 : The Life and Death of King John (téléfilm) : Lady Faulconbridge
- 1986 : Hell's Bells (série télévisée) : Edith Makepeace (6 épisodes)
- 1987 : Ffizz (série télévisée) : Lady Broughton
- 1988 : That's Love (série télévisée) :  Babs (2 épisodes)
- 1988 : Thompson (série télévisée) : "Divers rôles"
- 1989 : Chelworth (mini-série) : Olivia Esholt (6 épisodes)
- 1989 : Le Secret de Château Valmont (mini-série) : Madame de Lancel
- 1989 : Hercule Poirot (série télévisée, épisode Vol au château) : Lady Carrington
- 1991 : The House of Eliott (série télévisée) : Edith Duglass (1 épisode)
- 1993 : All or Nothing at All (mini-série) : Mrs Timpson
- 1994 : L'Enfant du lac (The Blue Boy) (téléfilm) : la mère de Marie
- 1995 : Degrees of Error (série télévisée) : Margot (4 épisodes)
- 1999 : Wonderful You (mini-série) : Eve (4 épisodes)
- 1999 : Inspecteur Barnaby (série télévisée) :  Felicity Dinsdale (1 épisode)
- 1999 : Le Monde magique des léprechauns (téléfilm) : Lady Margaret
- 2000 : How Proust Can Change Your Life (téléfilm)
- 2002 : The Swap (téléfilm) : Rose Trenchard
- 2002 : Stig of the Dump (série télévisée) : Marjorie Tollworth (5 épisodes)
- 2003 : Brush with Fate (téléfilm) : Maria
- 2006 : Pinochet in Suburbia (téléfilm) : Lucia Pinochet
- 2007 : The Sarah Jane Adventures (série télévisée, épisode Eye of the Gorgon) : Bea Nelson-Stanley
- 2008 : Le Choix de Jane (téléfilm) : Mrs Austen
- 2010 : Hercule Poirot (série télévisée, épisode Le Crime d'Halloween) : Mrs Llewellyn-Smythe
- 2011 : Inspecteur Barnaby (série télévisée) : Mary Bingham (1 épisode)

## Distinctions
- 1998 : Nommée au Chlotrudis Award de la meilleure actrice dans un second rôle pour L'Invitée de l'hiver